# Giovanni di Cosma
Giovanni di Cosma (in latino Johannes Cosmati; ... – Roma, 1305 circa) è stato uno scultore italiano, appartenente alla scuola dei marmorari romani denominati genericamente Cosmati e attivo alla fine del XIII secolo.

## Biografia e opere

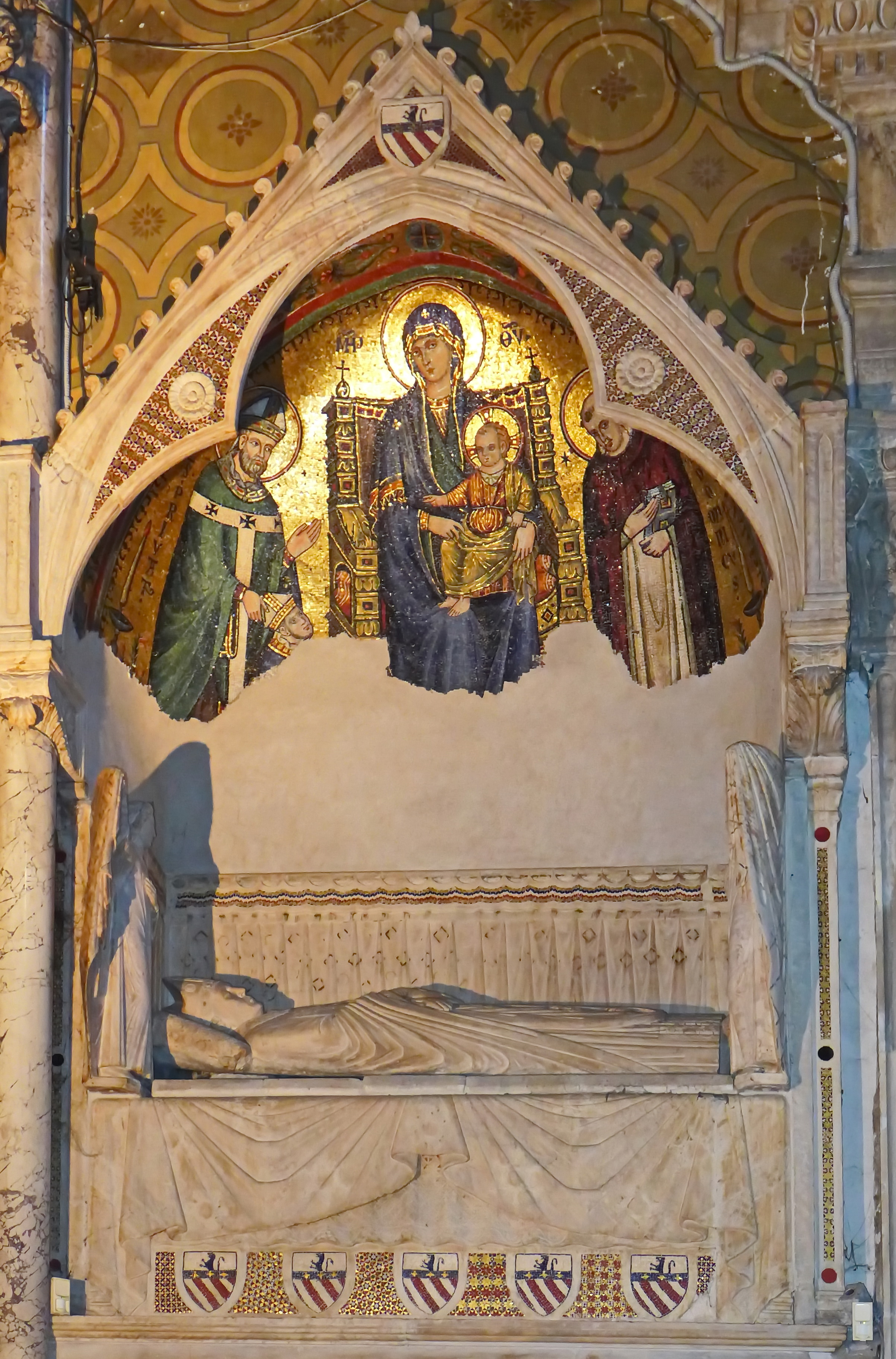
La tomba di Guglielmo Durante, in Santa Maria sopra Minerva, Roma.

Fu uno dei più raffinati esponenti della scuola dei Cosmati, seppure nel periodo in cui l'esperienza artistica romana era destinata a chiudersi per il trasferimento della sede papale ad Avignone. 
Giovanni apprese l'arte della scultura e del mosaico nella bottega del padre, Cosma di Pietro Mellini, col quale forse collaborò per un lungo periodo, per rendersi poi autonomo solo alla fine del secolo. 
Conobbe certamente Arnolfo di Cambio, da cui fu influenzato verso forme e stilemi più marcatamente gotici, senza trascurare gli elementi di classicità tipici dell'arte romana del Duecento. 
Ha lasciato la sua firma su tre monumenti funerari a Roma che ci rendono testimonianza della sua arte e del suo stile; il ricorrere del suo nome accompagnato dal patronimico (JOHANNES filius COSMATI) ha fortemente contribuito alla confusa e indistinta creazione (da parte di storici dell'arte ottocenteschi) di una scuola romana di scultori e mosaicistici denominati Cosmati.
La firma dello scultore ("+ Ioh(anne)s filius mag(ist)ri Cosmati fecit hoc opus") è incisa sul  sarcofago del monumento funebre a Stefano Surdi, nipote del cardinale Riccardo Annibaldi e cappellano papale, la cui data di morte si fa risalire agli anni intorno al 1295: l'opera è conservata nella basilica di Santa Balbina a Roma. 
In Santa Maria sopra Minerva, si trova il monumento del cardinale Guglielmo Durando, vescovo di Mende (morto nel 1296), firmato da Giovanni nel listello inferiore dello zoccolo: "Ioh(anne)s filius mag(ist)ri Cosmati fec(it) hoc op(us)".
L'ultima opera certa di Giovanni è la tomba del cardinale Gonzalo García Gudiel, arcivescovo di Toledo e poi cardinale vescovo di Albano (morto nel 1299). La tomba, che si trova nella navata laterale destra della basilica di Santa Maria Maggiore, porta nello zoccolo un'iscrizione con il nome del defunto e dell'artista ("+ Hoc op(us) fec(it) Ioh(ann)es mag(ist)ri Cosme civis romanus"). 
Con qualche dubbio sono attribuiti a Giovanni di Cosma anche il monumento funebre del cardinale francescano Matteo d'Acquasparta (morto nel 1302) nel transetto della basilica di Santa Maria in Aracoeli e la tomba del cardinale Pietro Duraguerra da Piperno (morto nel 1302) collocata in San Giovanni in Laterano.